# Георг Лішевський
Георг Лішевський (нім. Georg Lisiewski, 1674, Олесько, Україна у складі Речі Посполитої — 6 січня 1750, Берлін) — німецький художник-портретист, поляк за походженням.

## Життєпис
- Збережено досить мало свідоцтв про ранні роки Георга. Відомо, що народився у містечку Олесько і був протестантом. Тобто він (і його батьківська родина) належали до релігійної польської меншини у католицькому оточенні.

- Мало відомостей і про роки навчання. З пізніх свідоцтв відомо, що був у служінні в архітектора Йогана Фрідріха Еозандера Гете і можливо сам планував стати архітектором. Технологію живопису міг вивчати у місцевих майстрів чи у шведа-художника Девіда фон Крафта.

- 1699 року протестант Георг Лішевський перебрався на житло у протестантську Німеччину (Померанія ?).
- 1707 року він узяв шлюб із німкенею, яку зустрів у Померанії. Марія Елізабет Каль була донькою органного майстра. В родині було дев'ятеро дітей.

- Георг Лішевський працював у стилі пізнього бароко, але у дуже стриманій його формі. На відміну від майстрів рококо, частіше фіксував чоловіків за замовленнями короля Пруссії, його генералів і офіцерів, а також зображав вояків Королівського полку в парадних строях.

- 1715 року разом із королем відвідав місто Щецин, аби зафіксувати дії королівського піхотного полку. Друга серія портретів вояків в парадних строях була виконана у 1737–1738 рр.

- Брав і сторонні замовлення на портрети купецтва у Берліні, представників ділових кіл, їхніх дружин та дітей.

- Брав учнів у власну майстерню, серед яких були Томас Хубер, Девід Матьє.

- Ще за життя художника відбулися зміни в моді та мистецтві. По смерті короля Фрідріха Вільгельма І служба Георга Лішевського та його анахронічна художня манера стануть непотрібними новому королівському двору. Художник обслуговував невеликий двір князя Ангальт-Дессау, де затримались консервативні смаки, тому мистецтво старого майстра знайшло схвалення.

- Георг Лішевський помер у Берліні на початку 1750 року.

- Троє дітей митця (син і дві доньки) теж стали художниками: 
  - Крістіан Лішевський (1725—1794)
  - Анна Розіна де Гаск (1713—1783)
  - Анна Доротея Тербуш  (1721—1782)

## Портрети дорослих дітей Георга Лішевського

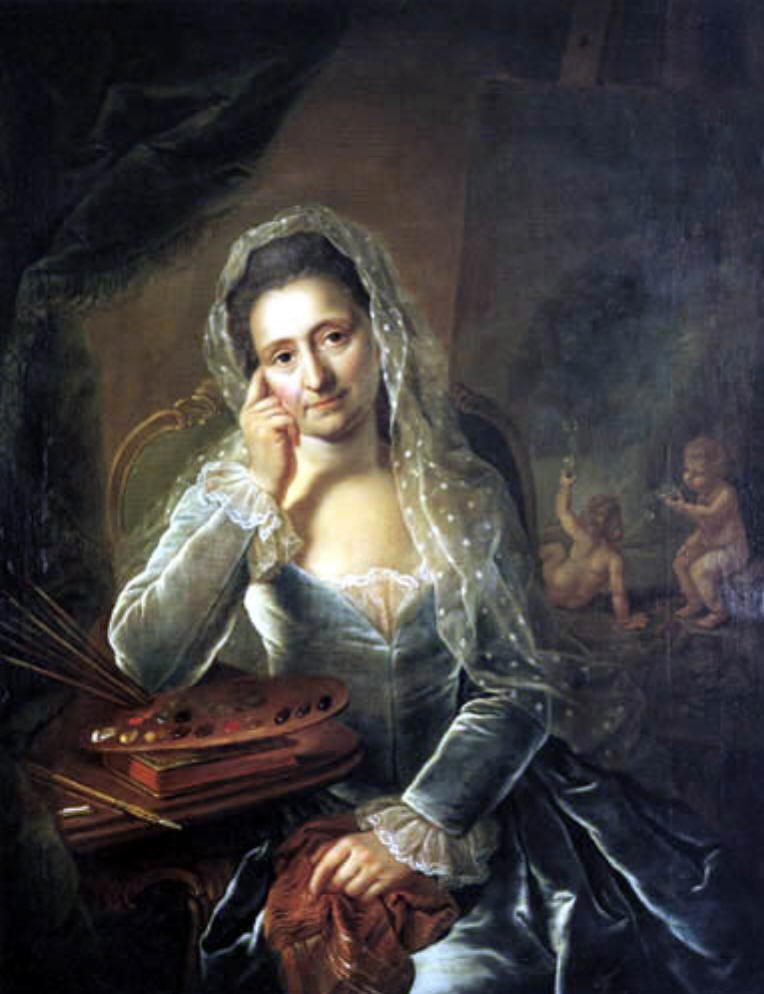
Анна Розіна де Гаск (1713—1783), автопортрет, 1767 р.
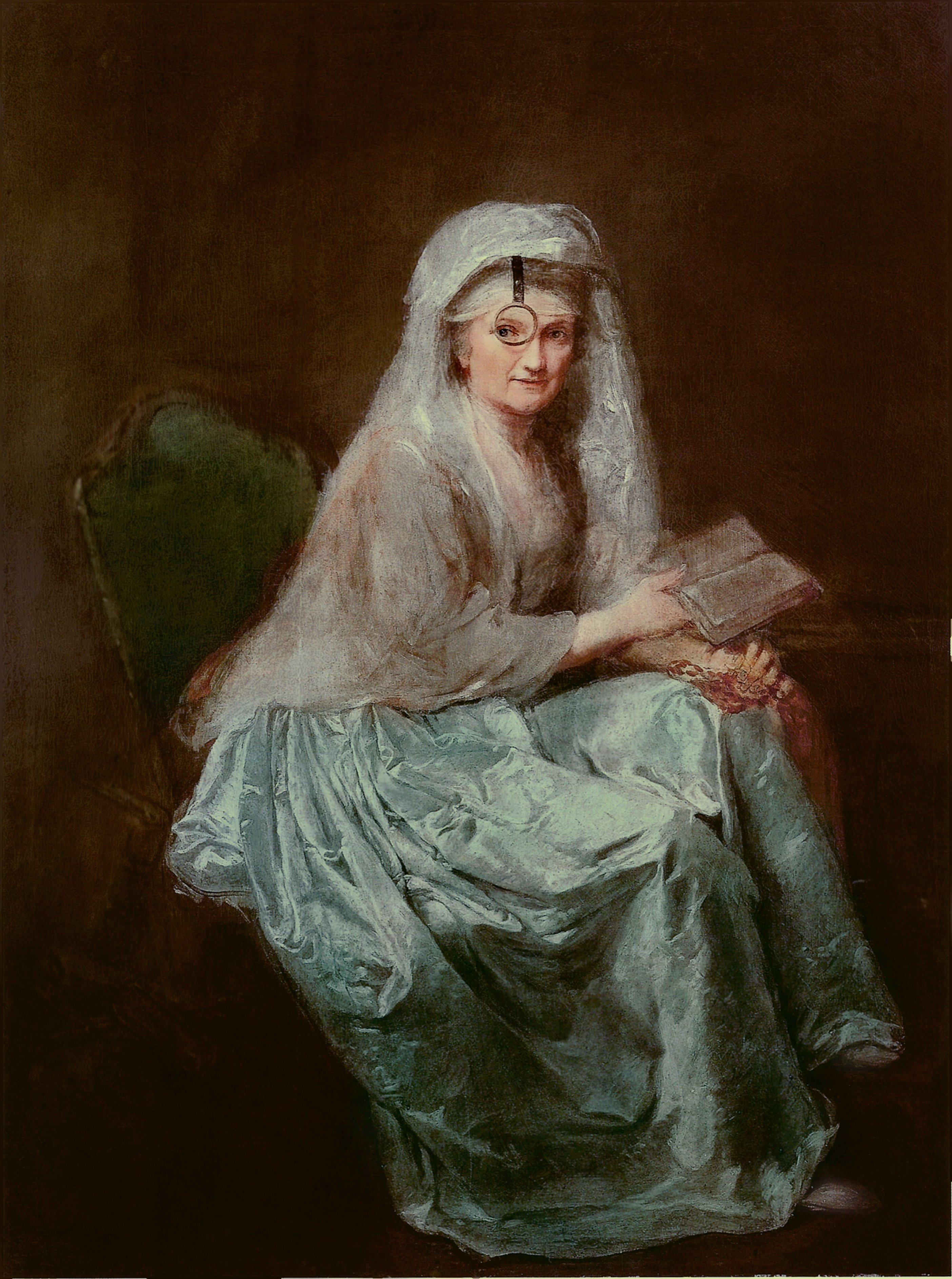
Анна Доротея Тербуш  (1721—1782), автопортрет, 1777 р.

## Вибрані твори
- «Генріета Марія Бранденбурзька»
- «Фредерік, маркгаф Банденбург-Байройт»
- «Леопольд І, князь Ангальт-Дессау»
- «Георг Генріх фон Беренхорст», військовий письменник та історик

## Галерея вибраних творів

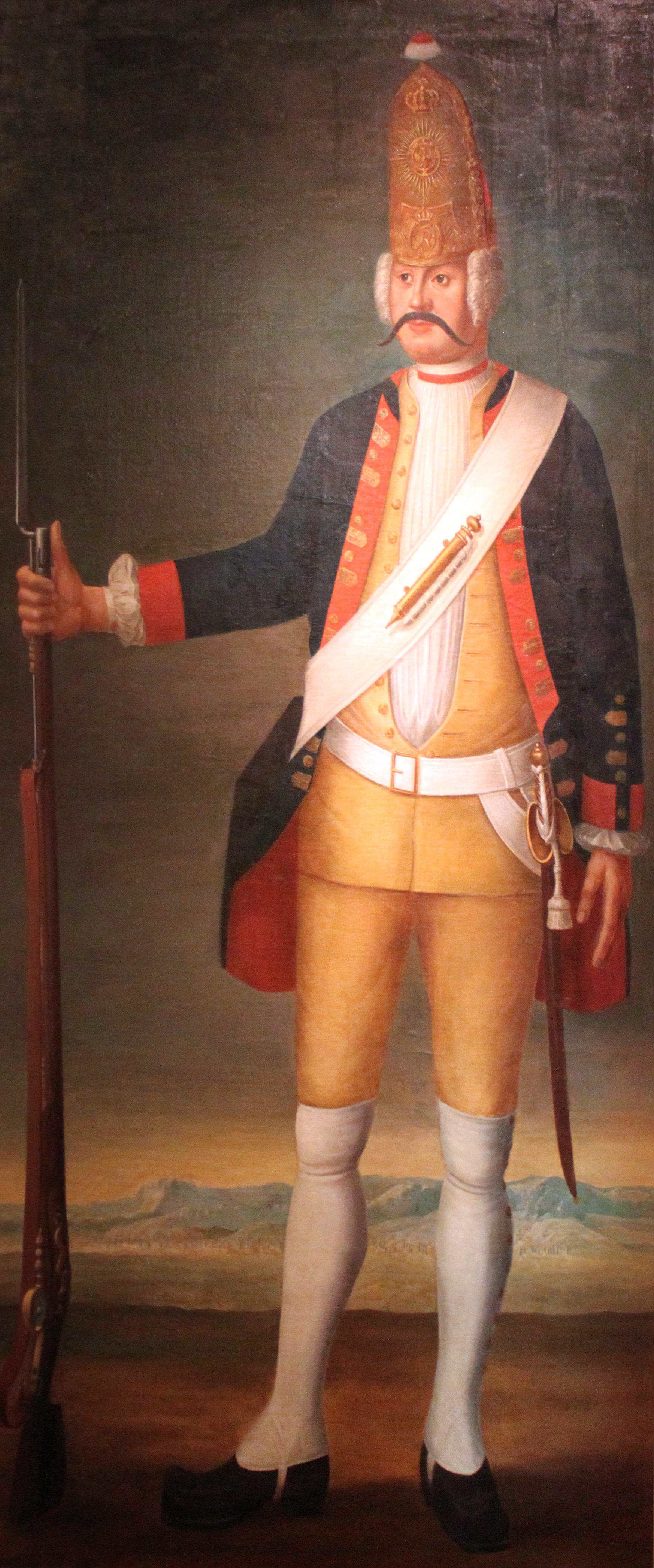
Велетень-вояк окремого полку велетнів короля Фрідріха Вільгельма І. 1737 р

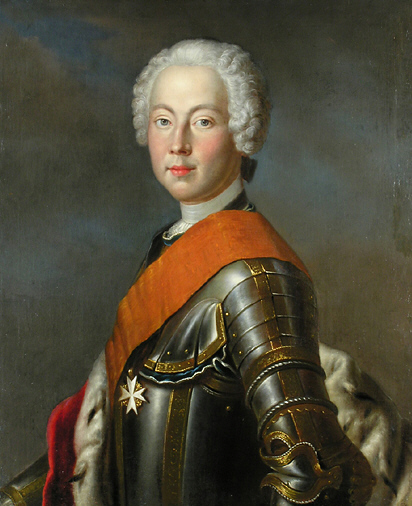
«Маркграф Фрідріх фон Бранденбург-Байройт»
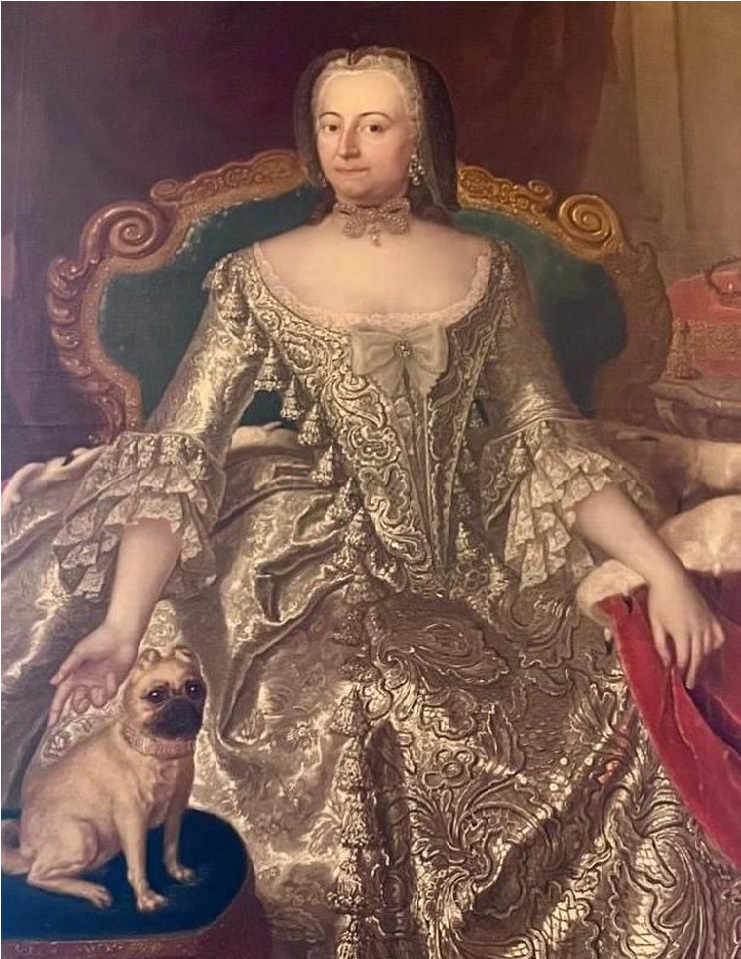
« Генріета Марія Бранденбурзька»»
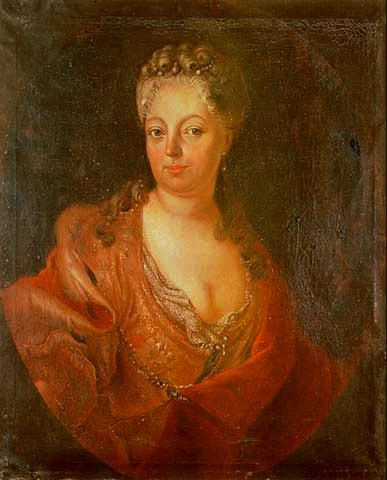
«Марія Елеонора фон Ангальт-Дессау»